# Đuro Gašparović
Đuro Gašparović (ur. 20 czerwca 1951 w Golubinci) – chorwacki duchowny katolicki, biskup srijemski w latach 2008–2024

## Życiorys

### Prezbiterat
Święcenia kapłańskie otrzymał 29 czerwca 1977. Po święceniach i studiach na uczelniach rzymskich objął stanowisko rektora Papieskiego Kolegium Chorwackiego św. Hieronima. W 1992 rozpoczął pracę w Kongregacji ds. Ewangelizacji Narodów.

### Episkopat
5 lipca 1996 został mianowany biskupem pomocniczym diecezji Ðakovo-Srijem, ze stolicą tytularną Mattiana. Sakry biskupiej udzielił mu kard. Franjo Kuharić. Od 1999 pełnił funkcję wikariusza generalnego.
18 czerwca 2008 po podziale diecezji został pierwszym ordynariuszem wydzielonej diecezji srijemskiej.
14 lutego 2024 papież Franciszek przyjął jego rezygnację z urzędu biskupa ordynariusza diecezji srijemskiej.